# Kanton Nouzonville
Der Kanton Nouzonville war von 1973 bis 2015 ein französischer Wahlkreis im Arrondissement Charleville-Mézières, im Département Ardennes und in der Region Champagne-Ardenne; sein Hauptort (frz.: chef-lieu) war Nouzonville. Die landesweiten Änderungen in der Zusammensetzung der Kantone brachten im März 2015 seine Auflösung. Vertreter im Generalrat des Départements war zuletzt Pierre Cordier (DVD).

## Geografie
Der Kanton Nouzonville war 45,92 km² groß und hatte 9.142 Einwohner (Stand: 2012).

## Gemeinden
Der Kanton bestand aus vier Gemeinden:
| Gemeinde         | Einwohner Jahr | Fläche km² | Bevölkerungsdichte | Code INSEE | Postleitzahl |
| ---------------- | -------------- | ---------- | ------------------ | ---------- | ------------ |
| Gespunsart       | 1.097 (2013)   | 21,02      | 52 Einw./km²       | 08188      | 08700        |
| Joigny-sur-Meuse | 700 (2013)     | 3,86       | 181 Einw./km²      | 08237      | 08700        |
| Neufmanil        | 1.117 (2013)   | 10,2       | 110 Einw./km²      | 08316      | 08700        |
| Nouzonville      | 6.214 (2013)   | 10,92      | 569 Einw./km²      | 08328      | 08700        |

## Bevölkerungsentwicklung
| 1962 | 1968   | 1975   | 1982   | 1990 | 1999 | 2011 |
| ---- | ------ | ------ | ------ | ---- | ---- | ---- |
| 9886 | 10.906 | 10.660 | 10.429 | 9977 | 9831 | 9264 |